# سیارک ۱۰۸۹۴
سیارک ۱۰۸۹۴ (به انگلیسی: 10894 Nakai، نامگذاری:1997SE30) ده هزار و هشتصد و نود و چهارمین سیارک کشف شده‌است که در ۳۰ سپتامبر ۱۹۹۷ کشف شد.
قدر مطلق سیارک برابر ۱۳٫۴۰ است.